# Young Modern
Albums de Silverchair
Diorama
(2002)
Young Modern est le cinquième et dernier album studio du groupe de rock alternatif australien Silverchair, sorti en Australie le 31 mars 2007 et coproduit par Daniel Johns et Nick Launay. Le titre provient d'un surnom donné à Daniel Johns par le compositeur Van Dyke Parks. Les titres Straight Lines, Reflections of a Sound, If You Keep Losing Sleep et Mind Reader sortent en tant que singles. Young Modern entre dans le classement australien des albums à la première place le 15 avril 2007, leur cinquième album consécutif à le faire, permettant à Silverchair d'être le premier groupe à accomplir cet exploit en Australie. L'album est certifié triple disque de platine par l'ARIA et s'est classé à la 70e place du Billboard 200 aux États-Unis. Young Modern remporte six ARIA Music Awards en 2007, dont ceux du meilleur groupe, du meilleur album rock, du single de l'année, pour Straight Lines, et de l'album de l'année. Aux J Awards de 2007, l'album est nommé Album australien de l'année.

## Enregistrement et production
Silverchair passe cinq semaines dans la région australienne de Hunter à la fin de l'année 2005 pour répéter et affiner les chansons écrites préalablement par Daniel Johns. Le groupe enregistre ensuite des versions intermédiaires de ces chansons, sous forme de démos. Pour réaliser les versions finales des morceaux, le groupe se rend à Los Angeles pour enregistrer avec le producteur Nick Launay au Seedy Underbelly Studios. Daniel Johns coproduit l'album avec Launay. Pendant les sessions à Los Angeles, d'autres chansons sont écrites et enregistrées. Van Dyke Parks est engagé pour composer des arrangements orchestraux pour trois chansons : If You Keep Losing Sleep, All Across the World et l'épopée en trois parties Those Thieving Birds/Strange Behaviour.
Contrairement aux albums précédents de Silverchair, Young Modern est financé indépendamment par le groupe et non par une maison de disques. Le nom Young Modern vient d'un surnom donné au chanteur de Silverchair, Daniel Johns, par Van Dyke Parks pendant qu'ils travaillaient ensemble sur Diorama en 2002. L'album comprend plusieurs apparitions de musiciens australiens et internationaux notamment Luke Steele et Paul Mac (en), ce dernier jouant avec Johns dans le groupe The Dissociatives.

## Album et sorties de singles
Young Modern sort le 31 mars 2007 en Australie et le 24 juillet 2007 aux États-Unis,. L'album sort en plusieurs versions : l'originale contient 11 chansons, tandis que la version iTunes contient une chanson supplémentaire, English Garden, dans laquelle apparaît Judith Durham. Un DVD en édition limitée est également publié, contenant un documentaire intitulé The making of Young Modern, ainsi que le clip vidéo de Straight Lines. L'illustration de l'album, ainsi que le clip vidéo de Reflections of a Sound, est une référence à Composition II en rouge, bleu et jaune de Piet Mondrian.
Le premier single de Young Modern, Straight Lines, sort le 10 mars 2007, une semaine avant la sortie de l'album[13]. Straight Lines entre dans les charts ARIA à la première place le 25 mars 2007, et conserve cette place pendant quatre semaines, et atteint la onzième place dans les charts RMNZ. Straight Lines est certifié double disque de platine par l'Australian Recording Industry Association. Le 28 octobre 2007, Straight Lines remporte le prix du single australien le plus vendu aux ARIA Music Awards 2007, ainsi que le prix du single de l'année.
Le deuxième single, Reflections of a Sound, sort le 14 juillet 2007 en version numérique. Le troisième single de Young Modern, If You Keep Losing Sleep passe une semaine dans les charts ARIA, à la 16e place, avant de disparaître des charts. Le quatrième single, Mind Reader, sort le 23 février 2008 en tant que single disponible uniquement sur Internet. Il est apparu pour la première fois à la radio en janvier de la même année].

## Réception
Young Modern est accueilli avec beaucoup d'enthousiasme par les critiques. La critique d'AllMusic déclare que l'album contient « des mélodies accrocheuses, des thèmes lyriques inspirés et des arrangements de cordes époustouflants », et le qualifie d'« apogée du développement fascinant du groupe ». Le critique Clayton Bolger fait l'éloge de la plupart des chansons de l'album, qualifiant Straight Lines de « classique instantané du rock ».
Le critique David Fricke de Rolling Stone qualifie les membres de Silverchair de « jeunes (à la fin de la vingtaine)...[et] agressivement modernes », et Entertainment Weekly décrit l'album comme une « suite glam-rock raffinée ». Tyler Fisher, pour Sputnikmusic, apprécie également l'album, bien qu'il ne le trouve pas aussi bon qu'on le dit, commentant : « Il n'est pas aussi bon que les prix ARIA le feront sans doute paraître, mais il reste l'une des meilleures écoutes grand public de l'année ».
Nick Pearson, de PopMatters se montre quant à lui plus réservé à l'égard de l'album. Il débute sa critique en déclarant : « Une fois que vous avez atteint le niveau de maturité intellectuelle qui vous permet de faire la différence entre des paroles cryptiques mais poétiques et des conneries sans queue ni tête, vous avez dépassé Silverchair », et continue sur la même lancée tout au long de l'album. Il compare défavorablement Johns à Kurt Cobain, affirmant que Johns partage la même incompétence : « [une] incapacité à écrire des paroles ». Son seul éloge concerne le troisième single de l'album, If You Keep Losing Sleep, déclarant que « If You Keep Losing Sleep est la preuve que Silverchair est capable d'enregistrer de la musique intéressante ».
La chanson Straight Lines fait l'objet d'un contenu téléchargeable pour le jeu vidéo Rock Band 2 en 2010.

## Liste des morceaux
| No  | Titre                                                                             | Durée |
| --- | --------------------------------------------------------------------------------- | ----- |
| 1.  | Young Modern Station                                                              | 3:11  |
| 2.  | Straight Lines                                                                    | 4:18  |
| 3.  | If You Keep Losing Sleep                                                          | 3:20  |
| 4.  | Reflections of a Sound                                                            | 4:09  |
| 5.  | Those Thieving Birds (Part 1) / Strange Behaviour / Those Thieving Birds (Part 2) | 7:26  |
| 6.  | The Man That Knew Too Much                                                        | 4:19  |
| 7.  | Waiting All Day                                                                   | 4:28  |
| 8.  | Mindreader                                                                        | 3:07  |
| 9.  | Low                                                                               | 3:48  |
| 10. | Insomnia                                                                          | 3:06  |
| 11. | All Across the World                                                              | 4:01  |
| 12. | English Garden (iTunes Australie)                                                 | 4:07  |

## Classements

### Classements hebdomadaires
| Classement (2007)          | Meilleure position |
| -------------------------- | ------------------ |
| Australie (ARIA)           | 1                  |
| Nouvelle-Zélande (RIANZ)   | 8                  |
| États-Unis (Billboard 200) | 70                 |

### Classement annuel
| Classement (2007)        | Meilleure Position |
| ------------------------ | ------------------ |
| Australian Albums (ARIA) | 9                  |

## Certifications
| Région                                                                  | Certification | Ventes/Streams |
| ----------------------------------------------------------------------- | ------------- | -------------- |
| Australie (ARIA)                                                        | 3 × Platine   | 210 000^       |
| ^Mise en rayon selon la certification xNon précisé par la certification |               |                |

## Récompenses et nominations
| Year | Award                            | Category                     | Nominee        | Result     |
| ---- | -------------------------------- | ---------------------------- | -------------- | ---------- |
| 2007 | ARIA Music Awards                | Album of the Year            | Young Modern   | Lauréat    |
| 2007 | ARIA Music Awards                | Single of the Year           | Straight Lines | Lauréat    |
| 2007 | ARIA Music Awards                | Highest Selling Single       | Straight Lines | Lauréat    |
| 2007 | ARIA Music Awards                | Best Group                   | Silverchair    | Lauréat    |
| 2007 | ARIA Music Awards                | Best Rock Album              | Young Modern   | Lauréat    |
| 2007 | ARIA Music Awards                | Best Video                   | Straight Lines | Lauréat    |
| 2007 | ARIA Music Awards                | Highest Selling Album        | Young Modern   | Nomination |
| 2007 | ARIA Music Awards                | Best Cover Art               | Young Modern   | Nomination |
| 2007 | J Awards                         | Australian Album of the Year | Young Modern   | Nomination |
| 2007 | MTV Australia Video Music Awards | Video Vanguard               | —              | Lauréat    |
| 2007 | MTV Australia Video Music Awards | Best Group                   | Straight Lines | Nomination |
| 2007 | MTV Australia Video Music Awards | Video of the Year            | Straight Lines | Nomination |
| 2008 | APRA Music Awards                | Song of the Year             | Straight Lines | Lauréat    |
| 2008 | APRA Music Awards                | Most Played Australian Work  | Straight Lines | Lauréat    |
| 2008 | APRA Music Awards                | Songwriter of the Year       | Daniel Johns   | Lauréat    |